# Fresnes-Mazancourt

Fresnes-Mazancourt este o comună în departamentul Somme, Franța. În 1 ianuarie 2022 avea o populație de 158 de locuitori.

## Geografie
Pe axa Amiens - Saint-Quentin și la sud de Péronne, satul se află la intersecția autostrăzilor A29 și A1.

## Toponimie
Numele localității este atestat sub forma lui Fraisne în 1217.

## Politica și administrația

### Atașamente administrative și electorale
Orașul se află în cartierul Permonne din Somme. Pentru alegerea deputaților, din 1958 a făcut parte din cea de-a cincea circumscripție a Sommei.
A fost parte din 1793 din cantonul Chaulnes. Ca parte a redistribuirii cantonale a anului 2014 în Franța, municipalitatea este integrată în cantonul Ham.

## Intercomunitară
Orașul a fost adept al comunității de Picardia superior comun creat în 1994 sub numele comunității de Chaulnes ale împrejurimilor publice și a luat comunitatea sa de denumire Picardia Superioară comună în 1999.
Ca parte a prevederilor legii privind noua organizare teritorială a Republicii 7 august 2015, care prevede că instituțiile publice de cooperare intercomunală (EPCI) cu impozitare proprie trebuie să aibă un minim de 15.000 de locuitori, prefectul Somme propune în octombrie 2015, un proiect pentru o nouă schemă de cooperare intercomunală (SDCI) care prevede reducerea a 28-16 din numărul de inter-municipalități din cadrul departamentului de auto-impozitare.
Proiectul prefectului prevede "fuziunea comunităților din Haute Picardie și Santerre", noul grup de 17.954 de locuitori cuprinzând 46 de municipalități. Ca urmare a avizului favorabil al comisiei departamentale de cooperare inter-municipală, în ianuarie 2016, prefectura solicită avizul formal al consiliilor municipale și comunitare în cauză pentru punerea în aplicare a fuziunii la 1 ianuarie 2017.
Această procedură a condus la crearea, la 1 ianuarie 2017, a comunității de comune Terre de Picardie, a cărei municipiu este acum membru.